# باشگاه فوتبال فلامینگو
باشگاه فوتبال فلامینگو (به پرتغالی: Clube de Regatas do Flamengo) باشگاه فوتبال برزیلی است که در شهر ریو دوژانیرو قرار دارد.
این باشگاه در ۱۵ نوامبر ۱۸۹۵ میلادی تأسیس شده‌است.

## بازیکنان برجسته
- زیکو
- داوید لوییس
- گابریل باربوسا
- فیلیپه لوئیس
- اورتون ریبیرو
- آرتورو ویدال
- دیگو آلوس
- آندریاس پریرا
- مایکل دلگادو
- ژولیو سزار
- وینیسیوس جونیور
- لوکاس پاکتا
- رونالدینیو
- دیگو ریباس

## افتخارات
- سری آ برزیل:[۲][۳][۴]

قهرمان (۷): ۱۹۸۰، ۱۹۸۲، ۱۹۸۳، ۱۹۹۲، ۲۰۰۹، ۲۰۱۹، ۲۰۲۰
نایب قهرمان (۳): ۱۹۶۴، ۲۰۱۸ ، ۲۰۲۱
- جام حذفی فوتبال برزیل:[۵]

قهرمان (۵): ۱۹۹۰، ۲۰۰۶ ،۲۰۱۳ ،۲۰۲۲، ۲۰۲۴
نایب قهرمان (۵): ۱۹۹۷، ۲۰۰۳، ۲۰۰۴، ۲۰۱۷، ۲۰۲۳
- سوپر جام فوتبال برزیل:

قهرمان (۳): ۲۰۲۰ ،۲۰۲۱، ۲۰۲۵
نایب قهرمان (۳): ۱۹۹۱، ۲۰۲۲، ۲۰۲۳
- Copa União:

قهرمان (۱): ۱۹۸۷
- Copa dos Campeões:

قهرمان (۱): ۲۰۰۱
- قهرمانی کاریوکا:

قهرمان (۳۹): 1914, 1915, 1920, 1921, 1925, 1927, 1939, 1942, 1943, 1944, 1953, 1954, 1955, 1963, 1965, 1972, 1974, 1978, 1979 (Special), 1979, 1981, 1986, 1991, 1996, 1999, 2000, 2001, 2004, 2007, 2008, 2009, 2011, 2014, 2017, 2019, 2020, 2021, 2024, 2025
نایب قهرمان (۳۳)
- تورنمنت ریو-سائو پائولو:

قهرمان (۱): ۱۹۶۱
نایب قهرمان (۳): ۱۹۵۷، ۱۹۵۸، ۱۹۹۷
- جام جهانی باشگاه‌ها:

نایب قهرمان (۱): ۲۰۱۹
- جام بین قاره‌ای:

قهرمان (۱): ۱۹۸۱
- جام لیبرتادورس:[۶]

قهرمان (۳): ۱۹۸۱، ۲۰۲۲ ،۲۰۱۹
نایب قهرمان (۱): ۲۰۲۱
- جام سودامریکانا:

نایب قهرمان (۱): ۲۰۱۷
- رکوپا سودامریکانا:

قهرمان (۱): ۲۰۲۰
نایب قهرمان (۱): ۲۰۲۳
- کوپا مرکوسور:

قهرمان (۱): ۱۹۹۹
نایب قهرمان (۱): ۲۰۰۱
- جام طلا:

قهرمان (۱): ۱۹۹۶
- جام رامون ده کارانزا:

قهرمان (۲): ۱۹۷۹، ۱۹۸۰
- جام کیرین:

قهرمان (۱): ۱۹۸۸
- تورنمنت جام فلوریدا آمریکا:

قهرمان (۱): ۲۰۱۹